# Ferula calcarea
Ferula calcarea är en flockblommig växtart som beskrevs av Pimenov. Ferula calcarea ingår i släktet stinkflokesläktet, och familjen flockblommiga växter. Inga underarter finns listade i Catalogue of Life.